# Ben Glassberg
Pour les articles homonymes, voir Glassberg.
Ben Glassberg est un chef d'orchestre britannique né en 1994 à Londres.

## Biographie
Ben Glassberg naît en 1994 à Londres.
Il étudie la direction d'orchestre à la Royal Academy of Music de Londres et est diplômé en musique de l'Université de Cambridge.
En 2017, il remporte le Concours international de jeunes chefs d’orchestre de Besançon,.
En 2019, Ben Glassberg devient chef invité associé de l’Orchestre national de Lyon, puis est nommé à la direction musicale de l’Opéra de Rouen-Normandie à compter de la saison 2020-2021, pour un mandat de trois ans,.
En 2022, son contrat de directeur musical de l’Orchestre de l’Opéra de Rouen-Normandie est renouvelé pour trois ans, jusqu’en juin 2026,.
En 2023, Ben Glassberg est nommé directeur musical du Volksoper de Vienne à compter du 1er janvier 2024. Souffrant de dépression, il quitte ce poste en juin 2025, en accord avec la maison d'opéra.